# 重庆市青木关中学校
重庆市青木关中学校简称青中，位于重庆市沙坪坝区青木关镇，是重庆市重点中学。学校占地面积86亩，前身为1946年国立青木关中学，并于2009年1月升格为重庆市重点中学。

## 历史
- 1946年10月，经中华民国教育部批准，在原中央大学附中、社会教育学院附中的基础上，兼容其它13所国立中学不能复员的师生，建立了民国教育部直属中学——国立青木关中学。
- 1986年9月，学校更名为四川省巴县青木关中学。
- 1997年3月，学校更名为重庆市青木关中学，隶属沙坪坝区教育委员会。
- 1998年8月，原巴县师范学校并入该校，并在巴县师范原址建立高三分部。
- 2009年1月，学校升格为重庆市重点中学[3]。

## 教育情况
- 学生：总人数为2400人以下。
- 教职工：有教职工182人，专业教师144人，中高级教师106人[4]。

## 校园文化
- 校训：尚志、博学、慎思、笃行.
- 校风：求真，求善，求美。